# Kuantan
Kuantan je město v Malajsii na pobřeží Jihočínského moře. Žije v něm přibližně 608 tisíc lidí, je hlavním městem státu Pahang a největším městem na východním pobřeží pevninské Malajsie.
Město vzniklo v polovině 19. století pod názvem Kampung Teruntum, jeho rozvoj je spojen s produkcí cínu a kaučuku. V prosinci 1941 zde došlo zničení Svazu Z. V roce 1955 se Kuantan stal hlavním městem Pahangu místo vnitrozemského Kuala Lipis. V roce 1991 zde byla postavena státní mešita Masjid Negeri Sultan Ahmad Shah, která pojme až deset tisíc věřících.
Město je centrem potravinářského a dřevozpracujícího průmyslu, má významný přístav a letiště. V nedalekém Gebengu se nacházejí četné petrochemické závody. Kuantan je sídlem technické vysoké školy Universiti Malaysia Pahang. Turistům nabízí město četné pláže a parky, nedaleko se nachází vodopád Sungai Pandan vládne zde ekvatoriální podnebí. Stadion Darul Makmur je sídlem prvoligového fotbalového týmu Pahang FA.
V Japonci okupovaném Kuantanu za druhé světové války se odehrává část děje románu Nevila Shutea Město jako Alice.